# La Haye-Pesnel
La Haye-Pesnel is een gemeente in het Franse departement Manche (regio Normandië). De plaats maakt deel uit van het arrondissement Avranches. La Haye-Pesnel telde op 1 januari 2022 1.261 inwoners.

## Geografie
De oppervlakte van La Haye-Pesnel bedroeg op 1 januari 2022 6,29 vierkante kilometer; de bevolkingsdichtheid was toen 200,5 inwoners per km².

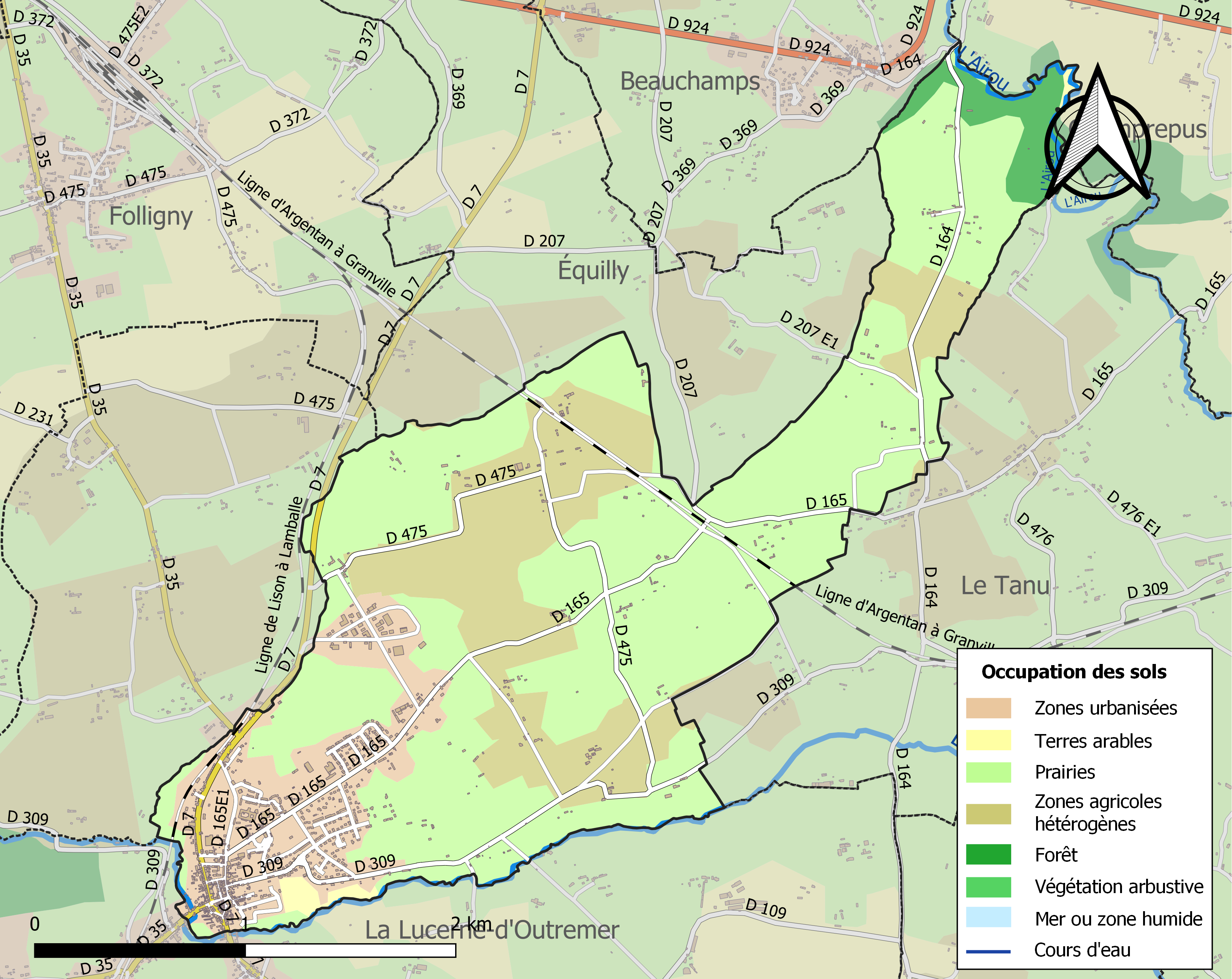
Kaart van de gemeente met de belangrijkste infrastructuur, bodemgebruik en omliggende gemeenten

## Demografie
Onderstaande figuur toont het verloop van het inwonertal (bron: INSEE-tellingen).